# 比利时合众国
比利时合众国（法語：États Belgiques unis），又称尼德兰合众国（荷蘭語：Verenigde Nederlandse Staten），是布拉班特革命后在南尼德蘭（今比利时）建立的一个短命的邦联共和国。其存在于1790年1月至12月，最后被奥地利军队夺回。

### 书目
- Judge, Jane. . Leuven: Leuven UP. 2015. ISBN 978-94-6166-263-7. OCLC 1136323393.